# شاين جيبسون
شاين جيبسون (بالإنجليزية: Shane Gibson)‏ هو عازف قيثارة وموسيقي أمريكي، ولد في 21 فبراير 1979 في هوما في الولايات المتحدة، وتوفي في 15 أبريل 2014 في برمنغهام في الولايات المتحدة بسبب مرض دموي.

## وصلات خارجية
- الموقع الرسمي
- شاين جيبسون على موقع ميوزك برينز (الإنجليزية)
- شاين جيبسون على موقع ديسكوغز (الإنجليزية)